# Hans Mikael Jacobsen
Hans Mikael Jacobsen (født 1901 på Kirkja, død 1960) var en færøsk forfatter og digter. Han digtede mange salmer, der stadig er i brug, ni af disse står i salmebogen for Fólkakirkjan (Sálmabók Føroya Fólks). Hans søn, Jákup á Fløtti Jacobsen, udgav i 1979 bogen Høvdið uppundan med et udvalg af Hans Mikaels tekster. 
Jacobsen tog lærereksamen fra Føroya Læraraskúli i 1929 og fik året efter arbejde som lærer på Fugloys skole, hvor han arbejdede frem til 1940, da han på grund af sygdom måtte gå af med eftervederlag. De sidste år af sit liv boede han i Klaksvík.